# Jareninski Vrh
Jareninski Vrh – wieś w Słowenii, w gminie Pesnica. W 2018 roku liczyła 218 mieszkańców.
Wieś jest położona wzdłuż grzbietu powyżej wsi Jareninski Dol. Wzdłuż zachodniego krańca osiedla płynie Jareninski Potok.